# Liste des planètes mineures (355001-356000)
Voici la liste des planètes mineures numérotées de 355001 à 356000. Les planètes mineures sont numérotées lorsque leur orbite est confirmée, ce qui peut parfois se produire longtemps après leur découverte. Elles sont classées ici par leur numéro et donc approximativement par leur date de découverte.

## Planètes mineures 355001 à 356000

### 355001-355100
| Nom             | Désignation provisoire | Date de la découverte | Découvreur           |
| --------------- | ---------------------- | --------------------- | -------------------- |
| (355001)        | 2006 QK19              | 17 août 2006          | NEAT                 |
| (355002)        | 2006 QB20              | 18 août 2006          | LONEOS               |
| (355003)        | 2006 QM20              | 18 août 2006          | LONEOS               |
| (355004)        | 2006 QO30              | 21 août 2006          | LINEAR               |
| (355005)        | 2006 QT30              | 22 août 2006          | NEAT                 |
| (355006)        | 2006 QY30              | 21 août 2006          | LINEAR               |
| (355007)        | 2006 QP31              | 23 août 2006          | Ferrando, R.         |
| (355008)        | 2006 QT43              | 18 août 2006          | Spacewatch           |
| (355009)        | 2006 QJ45              | 19 août 2006          | Spacewatch           |
| (355010)        | 2006 QN46              | 20 août 2006          | NEAT                 |
| (355011)        | 2006 QC80              | 24 août 2006          | NEAT                 |
| (355012)        | 2006 QN80              | 24 août 2006          | NEAT                 |
| (355013)        | 2006 QE82              | 24 août 2006          | NEAT                 |
| (355014)        | 2006 QX87              | 27 août 2006          | Spacewatch           |
| (355015)        | 2006 QC103             | 19 août 2006          | Spacewatch           |
| (355016)        | 2006 QC104             | 27 août 2006          | Spacewatch           |
| (355017)        | 2006 QS108             | 28 août 2006          | CSS                  |
| (355018)        | 2006 QE113             | 24 août 2006          | LINEAR               |
| (355019)        | 2006 QY115             | 27 août 2006          | LONEOS               |
| (355020)        | 2006 QH116             | 27 août 2006          | LONEOS               |
| (355021)        | 2006 QM137             | 31 août 2006          | Eskridge             |
| (355022) Triman | 2006 QW142             | 31 août 2006          | Rinner, C.           |
| (355023)        | 2006 QP145             | 18 août 2006          | Spacewatch           |
| (355024)        | 2006 QD150             | 19 août 2006          | Spacewatch           |
| (355025)        | 2006 QC168             | 30 août 2006          | LONEOS               |
| (355026)        | 2006 QE169             | 31 août 2006          | Crni Vrh             |
| (355027)        | 2006 QO182             | 28 août 2006          | Becker, A. C.        |
| (355028)        | 2006 QM187             | 18 août 2006          | NEAT                 |
| (355029) Herve] | 2006 RH                | 1er septembre 2006    | Rinner, C.           |
| (355030)        | 2006 RR2               | 12 septembre 2006     | LINEAR               |
| (355031)        | 2006 RG21              | 15 septembre 2006     | Spacewatch           |
| (355032)        | 2006 RQ24              | 25 mai 2006           | Mt. Lemmon Survey    |
| (355033)        | 2006 RC26              | 14 septembre 2006     | Spacewatch           |
| (355034)        | 2006 RT45              | 14 septembre 2006     | Spacewatch           |
| (355035)        | 2006 RV45              | 14 septembre 2006     | Spacewatch           |
| (355036)        | 2006 RT65              | 14 septembre 2006     | CSS                  |
| (355037)        | 2006 RA67              | 15 septembre 2006     | Spacewatch           |
| (355038)        | 2006 RF77              | 15 septembre 2006     | Spacewatch           |
| (355039)        | 2006 RS98              | 15 septembre 2006     | Spacewatch           |
| (355040)        | 2006 RZ99              | 14 septembre 2006     | NEAT                 |
| (355041)        | 2006 RR110             | 19 septembre 2006     | Spacewatch           |
| (355042)        | 2006 RU114             | 14 septembre 2006     | Masiero, J.          |
| (355043)        | 2006 SG3               | 16 septembre 2006     | LONEOS               |
| (355044)        | 2006 SU8               | 17 septembre 2006     | LINEAR               |
| (355045)        | 2006 SZ17              | 17 septembre 2006     | Spacewatch           |
| (355046)        | 2006 SO19              | 18 septembre 2006     | Siding Spring Survey |
| (355047)        | 2006 SR23              | 29 août 2006          | Spacewatch           |
| (355048)        | 2006 SF55              | 18 septembre 2006     | CSS                  |
| (355049)        | 2006 SG61              | 19 septembre 2006     | CSS                  |
| (355050)        | 2006 SG67              | 19 septembre 2006     | Spacewatch           |
| (355051)        | 2006 SJ70              | 19 septembre 2006     | Spacewatch           |
| (355052)        | 2006 SM95              | 18 septembre 2006     | Spacewatch           |
| (355053)        | 2006 SR99              | 18 septembre 2006     | Spacewatch           |
| (355054)        | 2006 SW105             | 15 septembre 2006     | Spacewatch           |
| (355055)        | 2006 SO123             | 28 août 2006          | Lulin                |
| (355056)        | 2006 SR144             | 19 septembre 2006     | Spacewatch           |
| (355057)        | 2006 SU152             | 19 septembre 2006     | Spacewatch           |
| (355058)        | 2006 SJ156             | 23 septembre 2006     | Spacewatch           |
| (355059)        | 2006 SJ159             | 23 septembre 2006     | Spacewatch           |
| (355060)        | 2006 SA167             | 25 septembre 2006     | Spacewatch           |
| (355061)        | 2006 SN172             | 25 septembre 2006     | Spacewatch           |
| (355062)        | 2006 SE181             | 25 septembre 2006     | Mt. Lemmon Survey    |
| (355063)        | 2006 SZ191             | 26 septembre 2006     | Mt. Lemmon Survey    |
| (355064)        | 2006 SF194             | 26 septembre 2006     | Spacewatch           |
| (355065)        | 2006 SE195             | 26 septembre 2006     | Mt. Lemmon Survey    |
| (355066)        | 2006 SJ199             | 15 septembre 2006     | Spacewatch           |
| (355067)        | 2006 SD209             | 18 septembre 2006     | CSS                  |
| (355068)        | 2006 SC219             | 27 septembre 2006     | Spacewatch           |
| (355069)        | 2006 SA221             | 25 septembre 2006     | Mt. Lemmon Survey    |
| (355070)        | 2006 SV222             | 25 septembre 2006     | Mt. Lemmon Survey    |
| (355071)        | 2006 SS229             | 26 septembre 2006     | Spacewatch           |
| (355072)        | 2006 SQ241             | 26 septembre 2006     | Mt. Lemmon Survey    |
| (355073)        | 2006 SL255             | 16 septembre 2006     | Spacewatch           |
| (355074)        | 2006 ST262             | 26 septembre 2006     | Mt. Lemmon Survey    |
| (355075)        | 2006 SJ264             | 26 septembre 2006     | Spacewatch           |
| (355076)        | 2006 SP268             | 26 septembre 2006     | Spacewatch           |
| (355077)        | 2006 SK285             | 28 septembre 2006     | CSS                  |
| (355078)        | 2006 SE304             | 27 septembre 2006     | Mt. Lemmon Survey    |
| (355079)        | 2006 SA311             | 17 septembre 2006     | Spacewatch           |
| (355080)        | 2006 SR319             | 27 septembre 2006     | Spacewatch           |
| (355081)        | 2006 SO341             | 28 septembre 2006     | Spacewatch           |
| (355082)        | 2006 SF342             | 28 septembre 2006     | Spacewatch           |
| (355083)        | 2006 SK347             | 28 septembre 2006     | Spacewatch           |
| (355084)        | 2006 SZ347             | 28 septembre 2006     | Spacewatch           |
| (355085)        | 2006 SG378             | 18 septembre 2006     | Becker, A. C.        |
| (355086)        | 2006 SQ384             | 29 septembre 2006     | Becker, A. C.        |
| (355087)        | 2006 SS392             | 26 septembre 2006     | Spacewatch           |
| (355088)        | 2006 SO399             | 17 septembre 2006     | Spacewatch           |
| (355089)        | 2006 SX401             | 25 septembre 2006     | CSS                  |
| (355090)        | 2006 SU406             | 19 septembre 2006     | CSS                  |
| (355091)        | 2006 SD409             | 30 septembre 2006     | Mt. Lemmon Survey    |
| (355092)        | 2006 TX                | 1er octobre 2006      | Birtwhistle, P.      |
| (355093)        | 2006 TL12              | 4 octobre 2006        | Mt. Lemmon Survey    |
| (355094)        | 2006 TQ14              | 11 octobre 2006       | Spacewatch           |
| (355095)        | 2006 TO29              | 12 octobre 2006       | Spacewatch           |
| (355096)        | 2006 TE46              | 12 octobre 2006       | Spacewatch           |
| (355097)        | 2006 TZ47              | 12 octobre 2006       | Spacewatch           |
| (355098)        | 2006 TB51              | 12 octobre 2006       | Spacewatch           |
| (355099)        | 2006 TK60              | 13 octobre 2006       | Spacewatch           |
| (355100)        | 2006 TV85              | 13 octobre 2006       | Spacewatch           |

### 355101-355200
| Nom      | Désignation provisoire | Date de la découverte | Découvreur        |
| -------- | ---------------------- | --------------------- | ----------------- |
| (355101) | 2006 TK87              | 13 octobre 2006       | Spacewatch        |
| (355102) | 2006 TQ89              | 13 octobre 2006       | Spacewatch        |
| (355103) | 2006 TM102             | 28 septembre 2006     | Mt. Lemmon Survey |
| (355104) | 2006 TM126             | 4 octobre 2006        | Mt. Lemmon Survey |
| (355105) | 2006 TO127             | 2 octobre 2006        | CSS               |
| (355106) | 2006 UR12              | 30 septembre 2006     | Mt. Lemmon Survey |
| (355107) | 2006 UV12              | 17 octobre 2006       | Mt. Lemmon Survey |
| (355108) | 2006 US30              | 16 octobre 2006       | Spacewatch        |
| (355109) | 2006 UG35              | 16 octobre 2006       | Spacewatch        |
| (355110) | 2006 UR36              | 16 octobre 2006       | Spacewatch        |
| (355111) | 2006 UA45              | 16 octobre 2006       | Spacewatch        |
| (355112) | 2006 UD61              | 19 octobre 2006       | Spacewatch        |
| (355113) | 2006 UY61              | 18 octobre 2006       | Nyukasa           |
| (355114) | 2006 UX68              | 16 octobre 2006       | CSS               |
| (355115) | 2006 UP84              | 17 octobre 2006       | Mt. Lemmon Survey |
| (355116) | 2006 UU85              | 17 octobre 2006       | Spacewatch        |
| (355117) | 2006 UY88              | 17 octobre 2006       | Spacewatch        |
| (355118) | 2006 UZ96              | 18 octobre 2006       | Spacewatch        |
| (355119) | 2006 UN97              | 18 octobre 2006       | Spacewatch        |
| (355120) | 2006 UV110             | 17 septembre 2006     | CSS               |
| (355121) | 2006 UM120             | 19 octobre 2006       | Spacewatch        |
| (355122) | 2006 UL126             | 19 octobre 2006       | Spacewatch        |
| (355123) | 2006 UL130             | 19 octobre 2006       | Spacewatch        |
| (355124) | 2006 UE139             | 19 octobre 2006       | Spacewatch        |
| (355125) | 2006 UF142             | 19 octobre 2006       | Spacewatch        |
| (355126) | 2006 UF150             | 20 octobre 2006       | CSS               |
| (355127) | 2006 UN160             | 21 octobre 2006       | Mt. Lemmon Survey |
| (355128) | 2006 UP178             | 16 octobre 2006       | CSS               |
| (355129) | 2006 UK182             | 16 octobre 2006       | CSS               |
| (355130) | 2006 UL191             | 19 octobre 2006       | CSS               |
| (355131) | 2006 UN192             | 19 octobre 2006       | CSS               |
| (355132) | 2006 UT194             | 20 octobre 2006       | Spacewatch        |
| (355133) | 2006 UK203             | 19 octobre 2006       | CSS               |
| (355134) | 2006 UW204             | 23 octobre 2006       | NEAT              |
| (355135) | 2006 UB206             | 23 octobre 2006       | Spacewatch        |
| (355136) | 2006 UG211             | 23 octobre 2006       | Spacewatch        |
| (355137) | 2006 UN220             | 28 septembre 2006     | Spacewatch        |
| (355138) | 2006 UA221             | 17 octobre 2006       | Spacewatch        |
| (355139) | 2006 UR238             | 23 octobre 2006       | Spacewatch        |
| (355140) | 2006 UQ257             | 28 octobre 2006       | Mt. Lemmon Survey |
| (355141) | 2006 UG272             | 27 octobre 2006       | Mt. Lemmon Survey |
| (355142) | 2006 UW291             | 16 octobre 2006       | LINEAR            |
| (355143) | 2006 UL304             | 19 octobre 2006       | Buie, M. W.       |
| (355144) | 2006 UY330             | 16 octobre 2006       | Becker, A. C.     |
| (355145) | 2006 UZ343             | 26 octobre 2006       | Wiegert, P. A.    |
| (355146) | 2006 VP4               | 9 novembre 2006       | Spacewatch        |
| (355147) | 2006 VM8               | 11 novembre 2006      | Spacewatch        |
| (355148) | 2006 VC15              | 9 novembre 2006       | Spacewatch        |
| (355149) | 2006 VX21              | 10 novembre 2006      | Spacewatch        |
| (355150) | 2006 VJ26              | 10 novembre 2006      | Spacewatch        |
| (355151) | 2006 VJ27              | 10 novembre 2006      | Spacewatch        |
| (355152) | 2006 VE38              | 28 octobre 2006       | Spacewatch        |
| (355153) | 2006 VV43              | 13 novembre 2006      | Spacewatch        |
| (355154) | 2006 VF55              | 17 octobre 2006       | Mt. Lemmon Survey |
| (355155) | 2006 VA58              | 11 novembre 2006      | Spacewatch        |
| (355156) | 2006 VD66              | 11 novembre 2006      | Spacewatch        |
| (355157) | 2006 VR76              | 12 novembre 2006      | Mt. Lemmon Survey |
| (355158) | 2006 VV77              | 12 novembre 2006      | Mt. Lemmon Survey |
| (355159) | 2006 VN78              | 12 novembre 2006      | Mt. Lemmon Survey |
| (355160) | 2006 VR97              | 11 novembre 2006      | Spacewatch        |
| (355161) | 2006 VS97              | 11 novembre 2006      | Spacewatch        |
| (355162) | 2006 VC103             | 12 novembre 2006      | Mt. Lemmon Survey |
| (355163) | 2006 VV112             | 13 novembre 2006      | Spacewatch        |
| (355164) | 2006 VP136             | 15 novembre 2006      | Spacewatch        |
| (355165) | 2006 VK139             | 11 novembre 2006      | Mt. Lemmon Survey |
| (355166) | 2006 VP169             | 11 novembre 2006      | Spacewatch        |
| (355167) | 2006 VR170             | 10 novembre 2006      | Spacewatch        |
| (355168) | 2006 WG4               | 19 novembre 2006      | Spacewatch        |
| (355169) | 2006 WG7               | 16 novembre 2006      | Spacewatch        |
| (355170) | 2006 WG11              | 16 novembre 2006      | LINEAR            |
| (355171) | 2006 WQ11              | 16 novembre 2006      | LINEAR            |
| (355172) | 2006 WZ12              | 16 novembre 2006      | Mt. Lemmon Survey |
| (355173) | 2006 WG18              | 17 novembre 2006      | Mt. Lemmon Survey |
| (355174) | 2006 WK20              | 17 novembre 2006      | Mt. Lemmon Survey |
| (355175) | 2006 WV47              | 16 novembre 2006      | Spacewatch        |
| (355176) | 2006 WA48              | 16 novembre 2006      | Mt. Lemmon Survey |
| (355177) | 2006 WP53              | 16 novembre 2006      | LINEAR            |
| (355178) | 2006 WE55              | 16 novembre 2006      | Spacewatch        |
| (355179) | 2006 WN73              | 18 novembre 2006      | Spacewatch        |
| (355180) | 2006 WR81              | 18 novembre 2006      | Spacewatch        |
| (355181) | 2006 WO89              | 18 novembre 2006      | LINEAR            |
| (355182) | 2006 WQ92              | 19 novembre 2006      | Spacewatch        |
| (355183) | 2006 WT102             | 19 novembre 2006      | Spacewatch        |
| (355184) | 2006 WO109             | 11 novembre 2006      | Spacewatch        |
| (355185) | 2006 WD111             | 19 novembre 2006      | Spacewatch        |
| (355186) | 2006 WX115             | 20 novembre 2006      | Mt. Lemmon Survey |
| (355187) | 2006 WZ139             | 19 novembre 2006      | CSS               |
| (355188) | 2006 WM158             | 22 novembre 2006      | LINEAR            |
| (355189) | 2006 WN160             | 22 novembre 2006      | Spacewatch        |
| (355190) | 2006 WN180             | 24 novembre 2006      | Mt. Lemmon Survey |
| (355191) | 2006 WS188             | 24 novembre 2006      | Spacewatch        |
| (355192) | 2006 WV190             | 25 novembre 2006      | Spacewatch        |
| (355193) | 2006 WA198             | 17 novembre 2006      | Mt. Lemmon Survey |
| (355194) | 2006 WO202             | 27 novembre 2006      | Mt. Lemmon Survey |
| (355195) | 2006 XX5               | 7 décembre 2006       | NEAT              |
| (355196) | 2006 XY7               | 9 décembre 2006       | NEAT              |
| (355197) | 2006 XR16              | 10 décembre 2006      | Spacewatch        |
| (355198) | 2006 XY23              | 12 décembre 2006      | Mt. Lemmon Survey |
| (355199) | 2006 XW30              | 13 décembre 2006      | Spacewatch        |
| (355200) | 2006 XN36              | 11 décembre 2006      | Spacewatch        |

### 355201-355300
| Nom              | Désignation provisoire | Date de la découverte | Découvreur           |
| ---------------- | ---------------------- | --------------------- | -------------------- |
| (355201)         | 2006 XA45              | 13 décembre 2006      | Spacewatch           |
| (355202)         | 2006 XC52              | 18 novembre 2006      | Spacewatch           |
| (355203)         | 2006 XM65              | 16 novembre 2006      | Lulin                |
| (355204)         | 2006 XZ69              | 11 décembre 2006      | Spacewatch           |
| (355205)         | 2006 XF71              | 15 décembre 2006      | Spacewatch           |
| (355206)         | 2006 YA8               | 20 décembre 2006      | Mt. Lemmon Survey    |
| (355207)         | 2006 YJ9               | 5 décembre 2006       | NEAT                 |
| (355208)         | 2006 YR13              | 24 décembre 2006      | Spacewatch           |
| (355209)         | 2006 YR15              | 20 décembre 2006      | Mt. Lemmon Survey    |
| (355210)         | 2006 YF33              | 21 décembre 2006      | Spacewatch           |
| (355211)         | 2006 YS34              | 21 décembre 2006      | Spacewatch           |
| (355212)         | 2006 YV38              | 21 décembre 2006      | Spacewatch           |
| (355213)         | 2006 YH48              | 24 décembre 2006      | Spacewatch           |
| (355214)         | 2006 YK48              | 24 décembre 2006      | Spacewatch           |
| (355215)         | 2006 YM52              | 27 décembre 2006      | Mt. Lemmon Survey    |
| (355216)         | 2006 YH53              | 21 décembre 2006      | Mt. Lemmon Survey    |
| (355217)         | 2006 YF54              | 27 décembre 2006      | Mt. Lemmon Survey    |
| (355218)         | 2007 AN1               | 8 janvier 2007        | Mt. Lemmon Survey    |
| (355219)         | 2007 AP21              | 24 décembre 2006      | Spacewatch           |
| (355220)         | 2007 AF23              | 10 janvier 2007       | Mt. Lemmon Survey    |
| (355221)         | 2007 AW27              | 8 janvier 2007        | Mt. Lemmon Survey    |
| (355222)         | 2007 BT4               | 16 janvier 2007       | LONEOS               |
| (355223)         | 2007 BM6               | 17 janvier 2007       | NEAT                 |
| (355224)         | 2007 BO6               | 17 janvier 2007       | NEAT                 |
| (355225)         | 2007 BK15              | 17 janvier 2007       | Spacewatch           |
| (355226)         | 2007 BX34              | 24 janvier 2007       | Mt. Lemmon Survey    |
| (355227)         | 2007 BZ58              | 28 novembre 2006      | Mt. Lemmon Survey    |
| (355228)         | 2007 BT60              | 26 janvier 2007       | Spacewatch           |
| (355229)         | 2007 BV60              | 27 janvier 2007       | Mt. Lemmon Survey    |
| (355230)         | 2007 BR62              | 27 janvier 2007       | Mt. Lemmon Survey    |
| (355231)         | 2007 BQ80              | 17 janvier 2007       | Spacewatch           |
| (355232)         | 2007 BU80              | 17 janvier 2007       | Spacewatch           |
| (355233)         | 2007 BN92              | 19 janvier 2007       | Mauna Kea            |
| (355234)         | 2007 BA100             | 17 janvier 2007       | Spacewatch           |
| (355235)         | 2007 CT6               | 6 février 2007        | Spacewatch           |
| (355236)         | 2007 CW27              | 6 février 2007        | Spacewatch           |
| (355237)         | 2007 CY28              | 6 février 2007        | NEAT                 |
| (355238)         | 2007 CS32              | 6 février 2007        | Mt. Lemmon Survey    |
| (355239)         | 2007 CL55              | 10 février 2007       | Mt. Lemmon Survey    |
| (355240)         | 2007 DA2               | 16 février 2007       | Mt. Lemmon Survey    |
| (355241)         | 2007 DJ2               | 16 février 2007       | CSS                  |
| (355242)         | 2007 DG11              | 17 février 2007       | Spacewatch           |
| (355243)         | 2007 DK41              | 20 février 2007       | LUSS                 |
| (355244)         | 2007 DD54              | 21 février 2007       | Spacewatch           |
| (355245)         | 2007 EA107             | 4 mai 2002            | NEAT                 |
| (355246)         | 2007 EO168             | 13 mars 2007          | Spacewatch           |
| (355247)         | 2007 EH193             | 14 mars 2007          | Mt. Lemmon Survey    |
| (355248)         | 2007 GB38              | 14 avril 2007         | Spacewatch           |
| (355249)         | 2007 GE58              | 15 avril 2007         | Spacewatch           |
| (355250)         | 2007 HX24              | 18 avril 2007         | Spacewatch           |
| (355251)         | 2007 HV50              | 20 avril 2007         | Spacewatch           |
| (355252)         | 2007 HU56              | 22 avril 2007         | Spacewatch           |
| (355253)         | 2007 HL85              | 24 avril 2007         | Spacewatch           |
| (355254)         | 2007 JB26              | 9 mai 2007            | Spacewatch           |
| (355255)         | 2007 JE45              | 10 mai 2007           | Mt. Lemmon Survey    |
| (355256)         | 2007 KN4               | 20 mai 2007           | CSS                  |
| (355257)         | 2007 KM8               | 25 mai 2007           | Mt. Lemmon Survey    |
| (355258)         | 2007 LY4               | 8 juin 2007           | Spacewatch           |
| (355259)         | 2007 NT2               | 14 juillet 2007       | Chante-Perdrix       |
| (355260)         | 2007 OO3               | 17 juillet 2007       | Chante-Perdrix       |
| (355261)         | 2007 OY4               | 28 janvier 2006       | Spacewatch           |
| (355262)         | 2007 OC7               | 24 juillet 2007       | Broughton, J.        |
| (355263)         | 2007 PZ6               | 4 août 2007           | Siding Spring Survey |
| (355264)         | 2007 PE16              | 8 août 2007           | LINEAR               |
| (355265)         | 2007 PH16              | 8 août 2007           | LINEAR               |
| (355266)         | 2007 PM19              | 9 août 2007           | LINEAR               |
| (355267)         | 2007 PK24              | 12 août 2007          | LINEAR               |
| (355268)         | 2007 PK37              | 13 août 2007          | LINEAR               |
| (355269)         | 2007 PH47              | 10 août 2007          | Spacewatch           |
| (355270)         | 2007 PQ47              | 10 août 2007          | Spacewatch           |
| (355271)         | 2007 PA48              | 11 août 2007          | LINEAR               |
| (355272)         | 2007 QD9               | 22 août 2007          | LINEAR               |
| (355273)         | 2007 QX16              | 16 août 2007          | LINEAR               |
| (355274)         | 2007 QZ17              | 24 août 2007          | Spacewatch           |
| (355275)         | 2007 RP4               | 3 septembre 2007      | CSS                  |
| (355276) Leclair | 2007 RF17              | 12 septembre 2007     | Christophe, B.       |
| (355277)         | 2007 RN18              | 12 septembre 2007     | Chante-Perdrix       |
| (355278)         | 2007 RS32              | 5 septembre 2007      | CSS                  |
| (355279)         | 2007 RM33              | 5 septembre 2007      | CSS                  |
| (355280)         | 2007 RQ41              | 3 septembre 2007      | CSS                  |
| (355281)         | 2007 RT42              | 9 septembre 2007      | Spacewatch           |
| (355282)         | 2007 RV70              | 10 septembre 2007     | Spacewatch           |
| (355283)         | 2007 RR80              | 10 septembre 2007     | Mt. Lemmon Survey    |
| (355284)         | 2007 RB85              | 23 août 2007          | Spacewatch           |
| (355285)         | 2007 RW92              | 10 septembre 2007     | Mt. Lemmon Survey    |
| (355286)         | 2007 RN99              | 11 septembre 2007     | Spacewatch           |
| (355287)         | 2007 RS101             | 10 août 2007          | Spacewatch           |
| (355288)         | 2007 RG141             | 13 septembre 2007     | LINEAR               |
| (355289)         | 2007 RV145             | 14 septembre 2007     | LINEAR               |
| (355290)         | 2007 RB154             | 10 septembre 2007     | Spacewatch           |
| (355291)         | 2007 RT155             | 10 septembre 2007     | Spacewatch           |
| (355292)         | 2007 RA158             | 28 septembre 2003     | LONEOS               |
| (355293)         | 2007 RH160             | 12 septembre 2007     | Mt. Lemmon Survey    |
| (355294)         | 2007 RS161             | 13 septembre 2007     | Mt. Lemmon Survey    |
| (355295)         | 2007 RV177             | 10 septembre 2007     | Spacewatch           |
| (355296)         | 2007 RV179             | 10 septembre 2007     | Mt. Lemmon Survey    |
| (355297)         | 2007 RM185             | 13 septembre 2007     | Mt. Lemmon Survey    |
| (355298)         | 2007 RV195             | 12 septembre 2007     | Spacewatch           |
| (355299)         | 2007 RH200             | 13 septembre 2007     | Spacewatch           |
| (355300)         | 2007 RK201             | 13 septembre 2007     | Spacewatch           |

### 355301-355400
| Nom      | Désignation provisoire | Date de la découverte | Découvreur             |
| -------- | ---------------------- | --------------------- | ---------------------- |
| (355301) | 2007 RA239             | 3 septembre 2007      | CSS                    |
| (355302) | 2007 RS241             | 13 septembre 2007     | LINEAR                 |
| (355303) | 2007 RB245             | 11 septembre 2007     | Spacewatch             |
| (355304) | 2007 RL251             | 13 septembre 2007     | Spacewatch             |
| (355305) | 2007 RC273             | 15 septembre 2007     | Spacewatch             |
| (355306) | 2007 RV277             | 5 septembre 2007      | CSS                    |
| (355307) | 2007 RO280             | 13 septembre 2007     | CSS                    |
| (355308) | 2007 RC293             | 13 septembre 2007     | Mt. Lemmon Survey      |
| (355309) | 2007 RR297             | 3 septembre 2007      | CSS                    |
| (355310) | 2007 RB309             | 10 septembre 2007     | Mt. Lemmon Survey      |
| (355311) | 2007 RY309             | 3 septembre 2007      | CSS                    |
| (355312) | 2007 RZ310             | 14 septembre 2007     | CSS                    |
| (355313) | 2007 RZ320             | 11 septembre 2007     | PMO NEO Survey Program |
| (355314) | 2007 RP321             | 14 septembre 2007     | Mt. Lemmon Survey      |
| (355315) | 2007 RR322             | 25 juillet 2003       | NEAT                   |
| (355316) | 2007 RZ323             | 12 septembre 2007     | Mt. Lemmon Survey      |
| (355317) | 2007 SN12              | 18 septembre 2007     | LONEOS                 |
| (355318) | 2007 SM14              | 20 septembre 2007     | CSS                    |
| (355319) | 2007 SB16              | 30 septembre 2007     | Spacewatch             |
| (355320) | 2007 SP16              | 30 septembre 2007     | Spacewatch             |
| (355321) | 2007 SF22              | 10 février 2004       | NEAT                   |
| (355322) | 2007 TF                | 1er octobre 2007      | Gierlinger, R.         |
| (355323) | 2007 TR17              | 7 octobre 2007        | Chante-Perdrix         |
| (355324) | 2007 TT26              | 4 octobre 2007        | Spacewatch             |
| (355325) | 2007 TH29              | 4 octobre 2007        | Spacewatch             |
| (355326) | 2007 TN45              | 7 octobre 2007        | Mt. Lemmon Survey      |
| (355327) | 2007 TL51              | 4 octobre 2007        | Spacewatch             |
| (355328) | 2007 TE52              | 4 octobre 2007        | Spacewatch             |
| (355329) | 2007 TY54              | 4 octobre 2007        | Spacewatch             |
| (355330) | 2007 TZ54              | 4 octobre 2007        | Spacewatch             |
| (355331) | 2007 TG56              | 4 octobre 2007        | Spacewatch             |
| (355332) | 2007 TV57              | 4 octobre 2007        | Spacewatch             |
| (355333) | 2007 TW64              | 1er février 2005      | Spacewatch             |
| (355334) | 2007 TV67              | 8 octobre 2007        | CSS                    |
| (355335) | 2007 TJ71              | 14 octobre 2007       | Farra d'Isonzo         |
| (355336) | 2007 TB77              | 5 octobre 2007        | Spacewatch             |
| (355337) | 2007 TA84              | 8 octobre 2007        | Spacewatch             |
| (355338) | 2007 TO84              | 8 octobre 2007        | CSS                    |
| (355339) | 2007 TS90              | 8 octobre 2007        | Mt. Lemmon Survey      |
| (355340) | 2007 TH110             | 7 octobre 2007        | Mt. Lemmon Survey      |
| (355341) | 2007 TT110             | 8 octobre 2007        | CSS                    |
| (355342) | 2007 TB112             | 8 octobre 2007        | CSS                    |
| (355343) | 2007 TK118             | 9 octobre 2007        | Mt. Lemmon Survey      |
| (355344) | 2007 TV121             | 6 octobre 2007        | Spacewatch             |
| (355345) | 2007 TF130             | 13 septembre 2007     | Mt. Lemmon Survey      |
| (355346) | 2007 TK136             | 8 octobre 2007        | Mt. Lemmon Survey      |
| (355347) | 2007 TU139             | 10 septembre 2007     | Mt. Lemmon Survey      |
| (355348) | 2007 TC153             | 9 octobre 2007        | LINEAR                 |
| (355349) | 2007 TG157             | 9 octobre 2007        | LINEAR                 |
| (355350) | 2007 TM159             | 9 octobre 2007        | LINEAR                 |
| (355351) | 2007 TP168             | 12 octobre 2007       | LINEAR                 |
| (355352) | 2007 TP172             | 15 janvier 2004       | Spacewatch             |
| (355353) | 2007 TS184             | 13 octobre 2007       | Durig, D. T.           |
| (355354) | 2007 TB198             | 8 octobre 2007        | Spacewatch             |
| (355355) | 2007 TQ198             | 8 octobre 2007        | Spacewatch             |
| (355356) | 2007 TB221             | 10 août 2007          | Spacewatch             |
| (355357) | 2007 TN223             | 10 octobre 2007       | CSS                    |
| (355358) | 2007 TS244             | 8 octobre 2007        | CSS                    |
| (355359) | 2007 TH246             | 9 octobre 2007        | CSS                    |
| (355360) | 2007 TB253             | 8 octobre 2007        | Mt. Lemmon Survey      |
| (355361) | 2007 TR253             | 8 octobre 2007        | Mt. Lemmon Survey      |
| (355362) | 2007 TF254             | 8 octobre 2007        | Mt. Lemmon Survey      |
| (355363) | 2007 TP261             | 10 octobre 2007       | Spacewatch             |
| (355364) | 2007 TM262             | 15 septembre 2007     | Mt. Lemmon Survey      |
| (355365) | 2007 TF266             | 12 octobre 2007       | Spacewatch             |
| (355366) | 2007 TO272             | 9 octobre 2007        | Spacewatch             |
| (355367) | 2007 TA276             | 11 octobre 2007       | Mt. Lemmon Survey      |
| (355368) | 2007 TU287             | 21 août 2007          | Siding Spring Survey   |
| (355369) | 2007 TP310             | 11 octobre 2007       | Spacewatch             |
| (355370) | 2007 TO314             | 11 octobre 2007       | Mt. Lemmon Survey      |
| (355371) | 2007 TE330             | 11 octobre 2007       | Spacewatch             |
| (355372) | 2007 TD331             | 11 octobre 2007       | Spacewatch             |
| (355373) | 2007 TE332             | 12 septembre 2007     | Mt. Lemmon Survey      |
| (355374) | 2007 TK332             | 11 octobre 2007       | Spacewatch             |
| (355375) | 2007 TL350             | 14 octobre 2007       | Mt. Lemmon Survey      |
| (355376) | 2007 TW353             | 9 octobre 2007        | PMO NEO Survey Program |
| (355377) | 2007 TW355             | 12 septembre 2007     | CSS                    |
| (355378) | 2007 TJ366             | 9 octobre 2007        | Spacewatch             |
| (355379) | 2007 TS376             | 10 octobre 2007       | CSS                    |
| (355380) | 2007 TT394             | 15 octobre 2007       | Spacewatch             |
| (355381) | 2007 TQ409             | 15 octobre 2007       | Mt. Lemmon Survey      |
| (355382) | 2007 TO411             | 13 octobre 2007       | LONEOS                 |
| (355383) | 2007 TM412             | 12 septembre 2007     | CSS                    |
| (355384) | 2007 TP422             | 9 octobre 2007        | Spacewatch             |
| (355385) | 2007 TQ423             | 6 octobre 2007        | Spacewatch             |
| (355386) | 2007 TB426             | 9 octobre 2007        | Spacewatch             |
| (355387) | 2007 TG437             | 4 octobre 2007        | Mt. Lemmon Survey      |
| (355388) | 2007 TU437             | 8 octobre 2007        | CSS                    |
| (355389) | 2007 TZ439             | 9 février 2005        | Mt. Lemmon Survey      |
| (355390) | 2007 TL441             | 12 octobre 2007       | Mt. Lemmon Survey      |
| (355391) | 2007 TA442             | 10 octobre 2007       | CSS                    |
| (355392) | 2007 TR442             | 9 octobre 2007        | CSS                    |
| (355393) | 2007 TC451             | 14 octobre 2007       | Mt. Lemmon Survey      |
| (355394) | 2007 UX                | 16 octobre 2007       | Yeung, W. K. Y.        |
| (355395) | 2007 UE7               | 13 septembre 2007     | CSS                    |
| (355396) | 2007 UM9               | 17 octobre 2007       | LONEOS                 |
| (355397) | 2007 UK14              | 16 octobre 2007       | CSS                    |
| (355398) | 2007 UO17              | 18 octobre 2007       | Mt. Lemmon Survey      |
| (355399) | 2007 UH34              | 17 octobre 2007       | CSS                    |
| (355400) | 2007 US43              | 18 octobre 2007       | Spacewatch             |

### 355401-355500
| Nom      | Désignation provisoire | Date de la découverte | Découvreur                    |
| -------- | ---------------------- | --------------------- | ----------------------------- |
| (355401) | 2007 UX46              | 20 octobre 2007       | CSS                           |
| (355402) | 2007 UP52              | 24 octobre 2007       | Mt. Lemmon Survey             |
| (355403) | 2007 UJ55              | 30 octobre 2007       | Spacewatch                    |
| (355404) | 2007 UJ61              | 30 octobre 2007       | Mt. Lemmon Survey             |
| (355405) | 2007 UC67              | 30 octobre 2007       | Spacewatch                    |
| (355406) | 2007 UU76              | 31 octobre 2007       | Mt. Lemmon Survey             |
| (355407) | 2007 UE78              | 10 octobre 2007       | Spacewatch                    |
| (355408) | 2007 UK78              | 30 octobre 2007       | CSS                           |
| (355409) | 2007 UG87              | 30 octobre 2007       | Spacewatch                    |
| (355410) | 2007 UX87              | 30 octobre 2007       | Spacewatch                    |
| (355411) | 2007 UB94              | 10 octobre 2007       | Spacewatch                    |
| (355412) | 2007 UR105             | 30 octobre 2007       | Spacewatch                    |
| (355413) | 2007 UE108             | 11 octobre 2007       | Spacewatch                    |
| (355414) | 2007 UW114             | 31 octobre 2007       | Spacewatch                    |
| (355415) | 2007 UC116             | 31 octobre 2007       | Spacewatch                    |
| (355416) | 2007 UE116             | 20 octobre 2007       | Mt. Lemmon Survey             |
| (355417) | 2007 UB122             | 30 octobre 2007       | Spacewatch                    |
| (355418) | 2007 UV126             | 20 octobre 2007       | CSS                           |
| (355419) | 2007 UF127             | 30 octobre 2007       | Spacewatch                    |
| (355420) | 2007 UJ127             | 30 octobre 2007       | Spacewatch                    |
| (355421) | 2007 UC128             | 17 octobre 2007       | Mt. Lemmon Survey             |
| (355422) | 2007 UO138             | 20 octobre 2007       | Mt. Lemmon Survey             |
| (355423) | 2007 VH2               | 2 novembre 2007       | LINEAR                        |
| (355424) | 2007 VR2               | 3 novembre 2007       | Pizzetti, G., Soffiantini, A. |
| (355425) | 2007 VM9               | 2 novembre 2007       | LINEAR                        |
| (355426) | 2007 VP9               | 3 novembre 2007       | Spacewatch                    |
| (355427) | 2007 VQ22              | 2 novembre 2007       | Mt. Lemmon Survey             |
| (355428) | 2007 VQ25              | 1er novembre 2007     | Spacewatch                    |
| (355429) | 2007 VC37              | 2 novembre 2007       | CSS                           |
| (355430) | 2007 VY40              | 16 décembre 1999      | Spacewatch                    |
| (355431) | 2007 VS42              | 3 novembre 2007       | Mt. Lemmon Survey             |
| (355432) | 2007 VQ45              | 1er novembre 2007     | Spacewatch                    |
| (355433) | 2007 VY56              | 20 octobre 2007       | Mt. Lemmon Survey             |
| (355434) | 2007 VR57              | 1er novembre 2007     | Spacewatch                    |
| (355435) | 2007 VD60              | 2 novembre 2007       | CSS                           |
| (355436) | 2007 VR62              | 1er novembre 2007     | Spacewatch                    |
| (355437) | 2007 VA63              | 1er novembre 2007     | Spacewatch                    |
| (355438) | 2007 VK65              | 1er novembre 2007     | Spacewatch                    |
| (355439) | 2007 VR66              | 2 novembre 2007       | Spacewatch                    |
| (355440) | 2007 VK67              | 3 novembre 2007       | Spacewatch                    |
| (355441) | 2007 VV72              | 1er novembre 2007     | Spacewatch                    |
| (355442) | 2007 VM80              | 3 novembre 2007       | Spacewatch                    |
| (355443) | 2007 VS86              | 2 novembre 2007       | LINEAR                        |
| (355444) | 2007 VU98              | 2 novembre 2007       | Spacewatch                    |
| (355445) | 2007 VX110             | 14 septembre 2007     | Mt. Lemmon Survey             |
| (355446) | 2007 VZ127             | 1er novembre 2007     | Mt. Lemmon Survey             |
| (355447) | 2007 VH133             | 8 octobre 2007        | Mt. Lemmon Survey             |
| (355448) | 2007 VQ135             | 3 novembre 2007       | Mt. Lemmon Survey             |
| (355449) | 2007 VH148             | 4 novembre 2007       | Spacewatch                    |
| (355450) | 2007 VO153             | 4 novembre 2007       | Spacewatch                    |
| (355451) | 2007 VT154             | 5 novembre 2007       | Spacewatch                    |
| (355452) | 2007 VM191             | 4 novembre 2007       | CSS                           |
| (355453) | 2007 VL207             | 11 novembre 2007      | CSS                           |
| (355454) | 2007 VJ209             | 7 novembre 2007       | Spacewatch                    |
| (355455) | 2007 VC212             | 9 novembre 2007       | Spacewatch                    |
| (355456) | 2007 VD221             | 12 novembre 2007      | Mt. Lemmon Survey             |
| (355457) | 2007 VB228             | 2 novembre 2007       | LINEAR                        |
| (355458) | 2007 VG228             | 12 octobre 2007       | Mt. Lemmon Survey             |
| (355459) | 2007 VU230             | 7 novembre 2007       | Spacewatch                    |
| (355460) | 2007 VD234             | 9 novembre 2007       | Spacewatch                    |
| (355461) | 2007 VH235             | 9 novembre 2007       | Spacewatch                    |
| (355462) | 2007 VB239             | 13 novembre 2007      | Spacewatch                    |
| (355463) | 2007 VB255             | 11 novembre 2007      | Mt. Lemmon Survey             |
| (355464) | 2007 VK265             | 2 novembre 2007       | Spacewatch                    |
| (355465) | 2007 VA274             | 20 septembre 2007     | CSS                           |
| (355466) | 2007 VS283             | 14 novembre 2007      | Spacewatch                    |
| (355467) | 2007 VZ297             | 19 octobre 2007       | LINEAR                        |
| (355468) | 2007 VE298             | 12 octobre 2007       | Mt. Lemmon Survey             |
| (355469) | 2007 VY301             | 2 novembre 2007       | CSS                           |
| (355470) | 2007 VA303             | 3 novembre 2007       | CSS                           |
| (355471) | 2007 VZ305             | 7 novembre 2007       | Mt. Lemmon Survey             |
| (355472) | 2007 VF307             | 2 novembre 2007       | Spacewatch                    |
| (355473) | 2007 VR309             | 2 novembre 2007       | Spacewatch                    |
| (355474) | 2007 VM311             | 9 novembre 2007       | Spacewatch                    |
| (355475) | 2007 VU312             | 3 novembre 2007       | Mt. Lemmon Survey             |
| (355476) | 2007 VG314             | 2 octobre 2003        | Spacewatch                    |
| (355477) | 2007 VU318             | 10 septembre 2007     | Mt. Lemmon Survey             |
| (355478) | 2007 VZ320             | 29 novembre 2003      | Spacewatch                    |
| (355479) | 2007 VG332             | 7 novembre 2007       | Spacewatch                    |
| (355480) | 2007 VJ332             | 7 novembre 2007       | Mt. Lemmon Survey             |
| (355481) | 2007 VD335             | 14 novembre 2007      | Spacewatch                    |
| (355482) | 2007 WS5               | 17 novembre 2007      | LINEAR                        |
| (355483) | 2007 WB27              | 13 août 2002          | NEAT                          |
| (355484) | 2007 WN27              | 18 novembre 2007      | Mt. Lemmon Survey             |
| (355485) | 2007 WC28              | 7 novembre 2007       | Spacewatch                    |
| (355486) | 2007 WK34              | 4 novembre 2007       | Spacewatch                    |
| (355487) | 2007 WG40              | 18 novembre 2007      | CSS                           |
| (355488) | 2007 WZ58              | 21 novembre 2007      | Mt. Lemmon Survey             |
| (355489) | 2007 WK61              | 17 novembre 2007      | LINEAR                        |
| (355490) | 2007 WV62              | 19 novembre 2007      | Spacewatch                    |
| (355491) | 2007 XV2               | 3 décembre 2007       | Spacewatch                    |
| (355492) | 2007 XP4               | 13 octobre 2007       | LINEAR                        |
| (355493) | 2007 XD15              | 5 décembre 2007       | BATTeRS                       |
| (355494) | 2007 XN19              | 8 novembre 2007       | LINEAR                        |
| (355495) | 2007 XP20              | 12 décembre 2007      | OAM                           |
| (355496) | 2007 XB30              | 27 janvier 2004       | LONEOS                        |
| (355497) | 2007 XQ31              | 15 décembre 2007      | Sheridan, E.                  |
| (355498) | 2007 XW34              | 13 décembre 2007      | LINEAR                        |
| (355499) | 2007 XL40              | 12 novembre 2007      | Mt. Lemmon Survey             |
| (355500) | 2007 XD59              | 15 décembre 2007      | LINEAR                        |

### 355501-355600
| Nom      | Désignation provisoire | Date de la découverte | Découvreur               |
| -------- | ---------------------- | --------------------- | ------------------------ |
| (355501) | 2007 YB3               | 18 décembre 2007      | Bickel, W.               |
| (355502) | 2007 YK10              | 16 décembre 2007      | Mt. Lemmon Survey        |
| (355503) | 2007 YP10              | 16 décembre 2007      | Mt. Lemmon Survey        |
| (355504) | 2007 YS27              | 18 décembre 2007      | Spacewatch               |
| (355505) | 2007 YL45              | 30 décembre 2007      | Mt. Lemmon Survey        |
| (355506) | 2007 YN46              | 30 décembre 2007      | Mt. Lemmon Survey        |
| (355507) | 2007 YX49              | 28 décembre 2007      | Spacewatch               |
| (355508) | 2007 YU50              | 28 décembre 2007      | Spacewatch               |
| (355509) | 2007 YB52              | 30 décembre 2007      | Spacewatch               |
| (355510) | 2007 YO57              | 28 décembre 2007      | Spacewatch               |
| (355511) | 2007 YR62              | 30 décembre 2007      | Mt. Lemmon Survey        |
| (355512) | 2007 YP63              | 31 décembre 2007      | Spacewatch               |
| (355513) | 2007 YX63              | 31 décembre 2007      | Mt. Lemmon Survey        |
| (355514) | 2007 YO65              | 30 décembre 2007      | Mt. Lemmon Survey        |
| (355515) | 2007 YU68              | 16 décembre 2007      | Mt. Lemmon Survey        |
| (355516) | 2008 AV21              | 10 janvier 2008       | Mt. Lemmon Survey        |
| (355517) | 2008 AC26              | 10 janvier 2008       | Mt. Lemmon Survey        |
| (355518) | 2008 AR27              | 10 janvier 2008       | Mt. Lemmon Survey        |
| (355519) | 2008 AE38              | 10 janvier 2008       | Mt. Lemmon Survey        |
| (355520) | 2008 AO46              | 13 novembre 2007      | Spacewatch               |
| (355521) | 2008 AV47              | 11 janvier 2008       | Spacewatch               |
| (355522) | 2008 AX47              | 5 novembre 2007       | Mt. Lemmon Survey        |
| (355523) | 2008 AZ53              | 31 décembre 2007      | Mt. Lemmon Survey        |
| (355524) | 2008 AW59              | 11 janvier 2008       | Spacewatch               |
| (355525) | 2008 AK64              | 11 janvier 2008       | Mt. Lemmon Survey        |
| (355526) | 2008 AK75              | 11 janvier 2008       | Mt. Lemmon Survey        |
| (355527) | 2008 AE80              | 12 janvier 2008       | Spacewatch               |
| (355528) | 2008 AN84              | 15 janvier 2008       | Spacewatch               |
| (355529) | 2008 AZ84              | 13 janvier 2008       | Spacewatch               |
| (355530) | 2008 AX85              | 13 janvier 2008       | Spacewatch               |
| (355531) | 2008 AM93              | 31 décembre 2007      | Spacewatch               |
| (355532) | 2008 AN96              | 14 janvier 2008       | Spacewatch               |
| (355533) | 2008 AO100             | 14 janvier 2008       | Spacewatch               |
| (355534) | 2008 AG106             | 15 janvier 2008       | Mt. Lemmon Survey        |
| (355535) | 2008 AS107             | 8 novembre 2007       | Mt. Lemmon Survey        |
| (355536) | 2008 AS108             | 17 juin 2005          | Mt. Lemmon Survey        |
| (355537) | 2008 AW116             | 15 janvier 2008       | Mt. Lemmon Survey        |
| (355538) | 2008 AY135             | 11 janvier 2008       | CSS                      |
| (355539) | 2008 AM136             | 12 janvier 2008       | Mt. Lemmon Survey        |
| (355540) | 2008 AC137             | 15 janvier 2008       | LINEAR                   |
| (355541) | 2008 BS4               | 16 janvier 2008       | Spacewatch               |
| (355542) | 2008 BX10              | 18 janvier 2008       | Spacewatch               |
| (355543) | 2008 BP13              | 19 janvier 2008       | Mt. Lemmon Survey        |
| (355544) | 2008 BK19              | 11 novembre 2007      | Mt. Lemmon Survey        |
| (355545) | 2008 BK21              | 30 janvier 2008       | Mt. Lemmon Survey        |
| (355546) | 2008 BO21              | 30 janvier 2008       | Mt. Lemmon Survey        |
| (355547) | 2008 BD22              | 31 janvier 2008       | Mt. Lemmon Survey        |
| (355548) | 2008 BS24              | 31 janvier 2008       | OAM                      |
| (355549) | 2008 BZ48              | 30 janvier 2008       | Mt. Lemmon Survey        |
| (355550) | 2008 BQ53              | 30 janvier 2008       | Mt. Lemmon Survey        |
| (355551) | 2008 BW53              | 30 janvier 2008       | Mt. Lemmon Survey        |
| (355552) | 2008 BC54              | 31 janvier 2008       | Mt. Lemmon Survey        |
| (355553) | 2008 CQ2               | 1er février 2008      | Spacewatch               |
| (355554) | 2008 CH10              | 2 février 2008        | Spacewatch               |
| (355555) | 2008 CY10              | 3 février 2008        | Spacewatch               |
| (355556) | 2008 CX11              | 3 février 2008        | Spacewatch               |
| (355557) | 2008 CH16              | 3 février 2008        | Spacewatch               |
| (355558) | 2008 CB18              | 3 février 2008        | Spacewatch               |
| (355559) | 2008 CN20              | 6 février 2008        | Healy, D.                |
| (355560) | 2008 CU22              | 13 janvier 2008       | Spacewatch               |
| (355561) | 2008 CX27              | 2 février 2008        | Spacewatch               |
| (355562) | 2008 CA33              | 2 février 2008        | Spacewatch               |
| (355563) | 2008 CE37              | 14 décembre 2007      | Mt. Lemmon Survey        |
| (355564) | 2008 CN41              | 2 février 2008        | Spacewatch               |
| (355565) | 2008 CL46              | 7 février 2002        | Spacewatch               |
| (355566) | 2008 CM46              | 2 février 2008        | Spacewatch               |
| (355567) | 2008 CM59              | 7 février 2008        | Mt. Lemmon Survey        |
| (355568) | 2008 CW61              | 25 novembre 2006      | Spacewatch               |
| (355569) | 2008 CY62              | 8 février 2008        | Mt. Lemmon Survey        |
| (355570) | 2008 CW67              | 8 février 2008        | Mt. Lemmon Survey        |
| (355571) | 2008 CA76              | 3 février 2008        | Spacewatch               |
| (355572) | 2008 CQ76              | 6 février 2008        | CSS                      |
| (355573) | 2008 CG82              | 12 septembre 2005     | Spacewatch               |
| (355574) | 2008 CR83              | 7 février 2008        | Spacewatch               |
| (355575) | 2008 CT84              | 2 février 2008        | Spacewatch               |
| (355576) | 2008 CQ85              | 7 février 2008        | Mt. Lemmon Survey        |
| (355577) | 2008 CW93              | 8 février 2008        | Mt. Lemmon Survey        |
| (355578) | 2008 CN98              | 9 février 2008        | Spacewatch               |
| (355579) | 2008 CV98              | 9 février 2008        | Spacewatch               |
| (355580) | 2008 CY99              | 9 février 2008        | Spacewatch               |
| (355581) | 2008 CK103             | 9 février 2008        | Spacewatch               |
| (355582) | 2008 CC111             | 10 février 2008       | Spacewatch               |
| (355583) | 2008 CL113             | 10 février 2008       | Spacewatch               |
| (355584) | 2008 CV115             | 1er avril 2003        | Sloan Digital Sky Survey |
| (355585) | 2008 CE125             | 8 février 2008        | Spacewatch               |
| (355586) | 2008 CR127             | 30 août 2005          | Spacewatch               |
| (355587) | 2008 CE128             | 5 octobre 2005        | Spacewatch               |
| (355588) | 2008 CL133             | 8 février 2008        | Spacewatch               |
| (355589) | 2008 CY135             | 8 février 2008        | Spacewatch               |
| (355590) | 2008 CK140             | 30 janvier 2008       | Mt. Lemmon Survey        |
| (355591) | 2008 CV142             | 8 février 2008        | Spacewatch               |
| (355592) | 2008 CH147             | 9 février 2008        | Spacewatch               |
| (355593) | 2008 CU153             | 9 février 2008        | Spacewatch               |
| (355594) | 2008 CF168             | 11 septembre 2005     | Spacewatch               |
| (355595) | 2008 CO179             | 6 février 2008        | PMO NEO Survey Program   |
| (355596) | 2008 CF182             | 11 février 2008       | Mt. Lemmon Survey        |
| (355597) | 2008 CN185             | 6 février 2008        | CSS                      |
| (355598) | 2008 CO195             | 2 février 2008        | Spacewatch               |
| (355599) | 2008 CF196             | 12 février 2008       | Mt. Lemmon Survey        |
| (355600) | 2008 CF199             | 13 février 2008       | Spacewatch               |

### 355601-355700
| Nom            | Désignation provisoire | Date de la découverte | Découvreur             |
| -------------- | ---------------------- | --------------------- | ---------------------- |
| (355601)       | 2008 CW202             | 8 février 2008        | Spacewatch             |
| (355602)       | 2008 CL213             | 9 février 2008        | Mt. Lemmon Survey      |
| (355603)       | 2008 CH215             | 13 février 2008       | LINEAR                 |
| (355604)       | 2008 DO9               | 25 février 2008       | Spacewatch             |
| (355605)       | 2008 DG13              | 26 février 2008       | Spacewatch             |
| (355606)       | 2008 DU13              | 22 janvier 2002       | Spacewatch             |
| (355607)       | 2008 DV24              | 19 novembre 2007      | Spacewatch             |
| (355608)       | 2008 DX25              | 29 février 2008       | PMO NEO Survey Program |
| (355609)       | 2008 DC27              | 29 février 2008       | Mt. Lemmon Survey      |
| (355610)       | 2008 DF27              | 27 février 2008       | Mt. Lemmon Survey      |
| (355611)       | 2008 DT32              | 27 février 2008       | Spacewatch             |
| (355612)       | 2008 DD33              | 27 février 2008       | Spacewatch             |
| (355613)       | 2008 DO33              | 20 novembre 2007      | Mt. Lemmon Survey      |
| (355614)       | 2008 DN34              | 27 février 2008       | CSS                    |
| (355615)       | 2008 DW35              | 27 février 2008       | Mt. Lemmon Survey      |
| (355616)       | 2008 DT36              | 27 février 2008       | Mt. Lemmon Survey      |
| (355617)       | 2008 DH37              | 27 février 2008       | Mt. Lemmon Survey      |
| (355618)       | 2008 DZ38              | 27 février 2008       | Mt. Lemmon Survey      |
| (355619)       | 2008 DV45              | 18 février 2008       | Mt. Lemmon Survey      |
| (355620)       | 2008 DA48              | 28 février 2008       | Mt. Lemmon Survey      |
| (355621)       | 2008 DS54              | 28 février 2008       | CSS                    |
| (355622)       | 2008 DW59              | 27 février 2008       | Spacewatch             |
| (355623)       | 2008 DS66              | 29 février 2008       | CSS                    |
| (355624)       | 2008 DW67              | 29 février 2008       | Spacewatch             |
| (355625)       | 2008 DG68              | 1er décembre 2006     | Mt. Lemmon Survey      |
| (355626)       | 2008 DL72              | 26 février 2008       | Mt. Lemmon Survey      |
| (355627)       | 2008 DU83              | 18 février 2008       | Mt. Lemmon Survey      |
| (355628)       | 2008 DO85              | 28 février 2008       | Spacewatch             |
| (355629)       | 2008 DZ88              | 28 février 2008       | Spacewatch             |
| (355630)       | 2008 EB                | 1er mars 2008         | Ferrando, R.           |
| (355631)       | 2008 EX                | 3 février 2008        | Mt. Lemmon Survey      |
| (355632)       | 2008 ES8               | 6 mars 2008           | Ferrando, R.           |
| (355633)       | 2008 EM15              | 1er mars 2008         | Spacewatch             |
| (355634)       | 2008 EV17              | 1er mars 2008         | Spacewatch             |
| (355635)       | 2008 EM23              | 3 mars 2008           | CSS                    |
| (355636)       | 2008 EM25              | 3 mars 2008           | PMO NEO Survey Program |
| (355637)       | 2008 EX26              | 4 mars 2008           | CSS                    |
| (355638)       | 2008 ES29              | 4 mars 2008           | Mt. Lemmon Survey      |
| (355639)       | 2008 EM35              | 2 mars 2008           | Mt. Lemmon Survey      |
| (355640)       | 2008 EB40              | 4 mars 2008           | Spacewatch             |
| (355641)       | 2008 EZ42              | 4 mars 2008           | Mt. Lemmon Survey      |
| (355642)       | 2008 EP43              | 5 mars 2008           | Mt. Lemmon Survey      |
| (355643)       | 2008 EH44              | 5 mars 2008           | Spacewatch             |
| (355644)       | 2008 EU46              | 5 mars 2008           | Mt. Lemmon Survey      |
| (355645)       | 2008 EO49              | 27 février 2008       | Mt. Lemmon Survey      |
| (355646)       | 2008 EF56              | 7 mars 2008           | Mt. Lemmon Survey      |
| (355647)       | 2008 EO57              | 17 mars 1996          | Spacewatch             |
| (355648)       | 2008 EA60              | 8 mars 2008           | CSS                    |
| (355649)       | 2008 EH60              | 8 mars 2008           | CSS                    |
| (355650)       | 2008 EX63              | 9 mars 2008           | Spacewatch             |
| (355651)       | 2008 EH66              | 9 mars 2008           | Mt. Lemmon Survey      |
| (355652)       | 2008 EW67              | 9 mars 2008           | Mt. Lemmon Survey      |
| (355653)       | 2008 EW68              | 11 mars 2008          | CSS                    |
| (355654)       | 2008 EN78              | 7 mars 2008           | Spacewatch             |
| (355655)       | 2008 EL84              | 5 mars 2008           | Mt. Lemmon Survey      |
| (355656)       | 2008 EB86              | 7 mars 2008           | CSS                    |
| (355657) Poppy | 2008 EA89              | 1er avril 2003        | Wasserman, L. H.       |
| (355658)       | 2008 ES89              | 10 mars 2008          | LINEAR                 |
| (355659)       | 2008 EY99              | 6 mars 2008           | CSS                    |
| (355660)       | 2008 EB110             | 7 mars 2008           | Spacewatch             |
| (355661)       | 2008 EK111             | 8 mars 2008           | Spacewatch             |
| (355662)       | 2008 EC114             | 8 mars 2008           | Spacewatch             |
| (355663)       | 2008 EE114             | 8 mars 2008           | Spacewatch             |
| (355664)       | 2008 EB118             | 9 mars 2008           | Mt. Lemmon Survey      |
| (355665)       | 2008 EH122             | 9 mars 2008           | Spacewatch             |
| (355666)       | 2008 ET122             | 9 mars 2008           | Spacewatch             |
| (355667)       | 2008 EK127             | 10 mars 2008          | Spacewatch             |
| (355668)       | 2008 EM129             | 11 mars 2008          | Spacewatch             |
| (355669)       | 2008 EN130             | 11 mars 2008          | Spacewatch             |
| (355670)       | 2008 ET131             | 11 mars 2008          | Spacewatch             |
| (355671)       | 2008 EK132             | 11 mars 2008          | CSS                    |
| (355672)       | 2008 EJ137             | 11 mars 2008          | Spacewatch             |
| (355673)       | 2008 EB139             | 11 mars 2008          | Spacewatch             |
| (355674)       | 2008 EB150             | 6 mars 2008           | Mt. Lemmon Survey      |
| (355675)       | 2008 EY153             | 15 mars 2008          | Spacewatch             |
| (355676)       | 2008 EA158             | 1er mars 2008         | Spacewatch             |
| (355677)       | 2008 EJ161             | 8 mars 2008           | Spacewatch             |
| (355678)       | 2008 EV163             | 2 mars 2008           | CSS                    |
| (355679)       | 2008 EW165             | 4 mars 2008           | Mt. Lemmon Survey      |
| (355680)       | 2008 EE169             | 15 mars 2008          | Mt. Lemmon Survey      |
| (355681)       | 2008 FS2               | 25 mars 2008          | Spacewatch             |
| (355682)       | 2008 FG4               | 25 mars 2008          | Spacewatch             |
| (355683)       | 2008 FE7               | 28 mars 2008          | Andrushivka            |
| (355684)       | 2008 FE10              | 26 mars 2008          | Spacewatch             |
| (355685)       | 2008 FG11              | 26 mars 2008          | Mt. Lemmon Survey      |
| (355686)       | 2008 FH12              | 26 mars 2008          | Mt. Lemmon Survey      |
| (355687)       | 2008 FB16              | 27 mars 2008          | Spacewatch             |
| (355688)       | 2008 FV17              | 7 février 2008        | Spacewatch             |
| (355689)       | 2008 FN19              | 27 mars 2008          | Mt. Lemmon Survey      |
| (355690)       | 2008 FR21              | 27 mars 2008          | Spacewatch             |
| (355691)       | 2008 FT26              | 27 mars 2008          | Spacewatch             |
| (355692)       | 2008 FU27              | 27 mars 2008          | Spacewatch             |
| (355693)       | 2008 FM31              | 28 mars 2008          | Mt. Lemmon Survey      |
| (355694)       | 2008 FD34              | 28 mars 2008          | Mt. Lemmon Survey      |
| (355695)       | 2008 FK41              | 28 mars 2008          | Spacewatch             |
| (355696)       | 2008 FP41              | 28 mars 2008          | Mt. Lemmon Survey      |
| (355697)       | 2008 FC42              | 28 mars 2008          | Mt. Lemmon Survey      |
| (355698)       | 2008 FJ44              | 1er mars 2008         | Spacewatch             |
| (355699)       | 2008 FX46              | 28 mars 2008          | Mt. Lemmon Survey      |
| (355700)       | 2008 FW50              | 28 mars 2008          | Mt. Lemmon Survey      |

### 355701-355800
| Nom                  | Désignation provisoire | Date de la découverte | Découvreur               |
| -------------------- | ---------------------- | --------------------- | ------------------------ |
| (355701)             | 2008 FE58              | 28 mars 2008          | Mt. Lemmon Survey        |
| (355702)             | 2008 FG59              | 29 mars 2008          | Mt. Lemmon Survey        |
| (355703)             | 2008 FJ63              | 27 mars 2008          | Spacewatch               |
| (355704) Wangyinglai | 2008 FW75              | 3 mars 2008           | PMO NEO Survey Program   |
| (355705)             | 2008 FC88              | 28 mars 2008          | Mt. Lemmon Survey        |
| (355706)             | 2008 FM88              | 28 mars 2008          | Mt. Lemmon Survey        |
| (355707)             | 2008 FC89              | 28 mars 2008          | Mt. Lemmon Survey        |
| (355708)             | 2008 FW93              | 29 mars 2008          | Spacewatch               |
| (355709)             | 2008 FH104             | 30 mars 2008          | Spacewatch               |
| (355710)             | 2008 FA108             | 31 mars 2008          | Spacewatch               |
| (355711)             | 2008 FD122             | 31 mars 2008          | Mt. Lemmon Survey        |
| (355712)             | 2008 FL125             | 31 mars 2008          | Spacewatch               |
| (355713)             | 2008 FY125             | 31 mars 2008          | CSS                      |
| (355714)             | 2008 FT127             | 26 mars 2008          | Spacewatch               |
| (355715)             | 2008 FJ128             | 28 mars 2008          | Spacewatch               |
| (355716)             | 2008 FQ130             | 30 mars 2008          | CSS                      |
| (355717)             | 2008 FJ135             | 28 février 2008       | Spacewatch               |
| (355718)             | 2008 FY135             | 31 mars 2008          | CSS                      |
| (355719)             | 2008 FK136             | 27 mars 2008          | Spacewatch               |
| (355720)             | 2008 GG5               | 1er avril 2008        | Spacewatch               |
| (355721)             | 2008 GT12              | 1er septembre 2005    | Spacewatch               |
| (355722)             | 2008 GN23              | 1er avril 2008        | Mt. Lemmon Survey        |
| (355723)             | 2008 GN31              | 3 avril 2008          | Spacewatch               |
| (355724)             | 2008 GX31              | 3 avril 2008          | Spacewatch               |
| (355725)             | 2008 GG35              | 3 avril 2008          | Spacewatch               |
| (355726)             | 2008 GX52              | 5 avril 2008          | Mt. Lemmon Survey        |
| (355727)             | 2008 GP60              | 5 avril 2008          | CSS                      |
| (355728)             | 2008 GT69              | 6 avril 2008          | Mt. Lemmon Survey        |
| (355729)             | 2008 GX89              | 6 avril 2008          | Mt. Lemmon Survey        |
| (355730)             | 2008 GK96              | 8 avril 2008          | Spacewatch               |
| (355731)             | 2008 GR110             | 3 avril 2008          | CSS                      |
| (355732)             | 2008 GC111             | 3 avril 2008          | CSS                      |
| (355733)             | 2008 GA112             | 1er avril 2008        | CSS                      |
| (355734)             | 2008 GF114             | 12 février 2008       | Mt. Lemmon Survey        |
| (355735)             | 2008 GQ120             | 12 avril 2008         | CSS                      |
| (355736)             | 2008 GC122             | 13 avril 2008         | Spacewatch               |
| (355737)             | 2008 GG143             | 29 mars 2008          | CSS                      |
| (355738)             | 2008 GN144             | 4 avril 2008          | CSS                      |
| (355739)             | 2008 HU                | 24 avril 2008         | Mt. Lemmon Survey        |
| (355740)             | 2008 HV3               | 28 avril 2008         | OAM                      |
| (355741)             | 2008 HX7               | 24 avril 2008         | Spacewatch               |
| (355742)             | 2008 HA9               | 24 avril 2008         | Spacewatch               |
| (355743)             | 2008 HK16              | 25 avril 2008         | Spacewatch               |
| (355744)             | 2008 HB23              | 27 avril 2008         | Spacewatch               |
| (355745)             | 2008 HS55              | 29 avril 2008         | Spacewatch               |
| (355746)             | 2008 HW62              | 7 septembre 2004      | Spacewatch               |
| (355747)             | 2008 HJ63              | 29 avril 2008         | Spacewatch               |
| (355748)             | 2008 HT63              | 7 avril 2008          | CSS                      |
| (355749)             | 2008 HE67              | 26 avril 2008         | Spacewatch               |
| (355750)             | 2008 HS68              | 26 avril 2008         | Spacewatch               |
| (355751)             | 2008 JO22              | 6 mai 2008            | Siding Spring Survey     |
| (355752)             | 2008 JM35              | 4 mai 2008            | Siding Spring Survey     |
| (355753)             | 2008 PB18              | 13 août 2008          | Ferrando, R.             |
| (355754)             | 2008 QZ15              | 21 août 2008          | Spacewatch               |
| (355755)             | 2008 QS24              | 29 juillet 2008       | Spacewatch               |
| (355756)             | 2008 QL37              | 21 août 2008          | Spacewatch               |
| (355757)             | 2008 QR41              | 21 août 2008          | Spacewatch               |
| (355758)             | 2008 QM42              | 24 août 2008          | Spacewatch               |
| (355759)             | 2008 RE                | 1er septembre 2008    | Hoenig, S. F., Teamo, N. |
| (355760)             | 2008 RQ10              | 3 septembre 2008      | Spacewatch               |
| (355761)             | 2008 RH11              | 3 septembre 2008      | Spacewatch               |
| (355762)             | 2008 RQ21              | 4 septembre 2008      | Spacewatch               |
| (355763)             | 2008 RS31              | 2 septembre 2008      | Spacewatch               |
| (355764)             | 2008 RM33              | 2 septembre 2008      | Spacewatch               |
| (355765)             | 2008 RK37              | 2 septembre 2008      | Spacewatch               |
| (355766)             | 2008 RR38              | 2 septembre 2008      | Spacewatch               |
| (355767)             | 2008 RK45              | 2 septembre 2008      | Spacewatch               |
| (355768)             | 2008 RY57              | 3 septembre 2008      | Spacewatch               |
| (355769)             | 2008 RP62              | 4 septembre 2008      | Spacewatch               |
| (355770)             | 2008 RE80              | 11 septembre 2008     | Bickel, W.               |
| (355771)             | 2008 RD112             | 4 septembre 2008      | Spacewatch               |
| (355772)             | 2008 RQ117             | 9 septembre 2008      | Spacewatch               |
| (355773)             | 2008 RR120             | 7 septembre 2008      | CSS                      |
| (355774)             | 2008 RA122             | 3 septembre 2008      | Spacewatch               |
| (355775)             | 2008 RK123             | 6 septembre 2008      | Spacewatch               |
| (355776)             | 2008 RM123             | 20 février 2002       | Spacewatch               |
| (355777)             | 2008 RV123             | 6 septembre 2008      | Mt. Lemmon Survey        |
| (355778)             | 2008 RA125             | 7 septembre 2008      | Mt. Lemmon Survey        |
| (355779)             | 2008 RY125             | 9 septembre 2008      | Mt. Lemmon Survey        |
| (355780)             | 2008 RR126             | 4 septembre 2008      | Spacewatch               |
| (355781)             | 2008 RZ126             | 5 septembre 2008      | Spacewatch               |
| (355782)             | 2008 RY127             | 6 septembre 2008      | Spacewatch               |
| (355783)             | 2008 RZ137             | 5 septembre 2008      | Spacewatch               |
| (355784)             | 2008 RY139             | 7 septembre 2008      | CSS                      |
| (355785)             | 2008 SC25              | 19 septembre 2001     | LINEAR                   |
| (355786)             | 2008 SV41              | 20 septembre 2008     | Mt. Lemmon Survey        |
| (355787)             | 2008 SM43              | 20 septembre 2008     | Spacewatch               |
| (355788)             | 2008 SX50              | 23 août 2008          | Spacewatch               |
| (355789)             | 2008 SA57              | 20 septembre 2008     | Spacewatch               |
| (355790)             | 2008 SZ65              | 21 septembre 2008     | Mt. Lemmon Survey        |
| (355791)             | 2008 SW85              | 20 septembre 2008     | Spacewatch               |
| (355792)             | 2008 SN88              | 20 septembre 2008     | Spacewatch               |
| (355793)             | 2008 SZ93              | 21 septembre 2008     | Spacewatch               |
| (355794)             | 2008 SU105             | 21 septembre 2008     | Spacewatch               |
| (355795)             | 2008 SM112             | 22 septembre 2008     | Spacewatch               |
| (355796)             | 2008 SM125             | 22 septembre 2008     | Mt. Lemmon Survey        |
| (355797)             | 2008 ST141             | 24 septembre 2008     | CSS                      |
| (355798)             | 2008 SH153             | 22 septembre 2008     | LINEAR                   |
| (355799)             | 2008 SO159             | 24 septembre 2008     | LINEAR                   |
| (355800)             | 2008 SA165             | 28 septembre 2008     | LINEAR                   |

### 355801-355900
| Nom      | Désignation provisoire | Date de la découverte | Découvreur        |
| -------- | ---------------------- | --------------------- | ----------------- |
| (355801) | 2008 SY199             | 26 septembre 2008     | Spacewatch        |
| (355802) | 2008 SA242             | 29 septembre 2008     | CSS               |
| (355803) | 2008 SB244             | 24 septembre 2008     | Spacewatch        |
| (355804) | 2008 SF253             | 21 septembre 2008     | Spacewatch        |
| (355805) | 2008 SS253             | 22 septembre 2008     | Spacewatch        |
| (355806) | 2008 SZ259             | 23 septembre 2008     | Spacewatch        |
| (355807) | 2008 SF269             | 21 septembre 2008     | Spacewatch        |
| (355808) | 2008 SK275             | 23 septembre 2008     | Spacewatch        |
| (355809) | 2008 SK277             | 24 septembre 2008     | Mt. Lemmon Survey |
| (355810) | 2008 SX279             | 4 avril 2003          | Spacewatch        |
| (355811) | 2008 SM284             | 24 septembre 2008     | Spacewatch        |
| (355812) | 2008 TE22              | 1er octobre 2008      | Mt. Lemmon Survey |
| (355813) | 2008 TZ23              | 2 octobre 2008        | Spacewatch        |
| (355814) | 2008 TU37              | 1er octobre 2008      | Mt. Lemmon Survey |
| (355815) | 2008 TZ45              | 1er octobre 2008      | Spacewatch        |
| (355816) | 2008 TN58              | 2 octobre 2008        | Spacewatch        |
| (355817) | 2008 TU74              | 2 octobre 2008        | Spacewatch        |
| (355818) | 2008 TL76              | 2 octobre 2008        | Mt. Lemmon Survey |
| (355819) | 2008 TB83              | 3 octobre 2008        | OAM               |
| (355820) | 2008 TY96              | 6 octobre 2008        | Spacewatch        |
| (355821) | 2008 TK98              | 6 octobre 2008        | Spacewatch        |
| (355822) | 2008 TY106             | 3 septembre 2008      | Spacewatch        |
| (355823) | 2008 TS110             | 6 octobre 2008        | CSS               |
| (355824) | 2008 TR115             | 6 octobre 2008        | CSS               |
| (355825) | 2008 TZ115             | 6 octobre 2008        | Mt. Lemmon Survey |
| (355826) | 2008 TJ127             | 8 octobre 2008        | Mt. Lemmon Survey |
| (355827) | 2008 TC157             | 10 octobre 2008       | Spacewatch        |
| (355828) | 2008 TZ162             | 1er octobre 2008      | Spacewatch        |
| (355829) | 2008 TH170             | 8 octobre 2008        | Spacewatch        |
| (355830) | 2008 TS174             | 21 mars 2002          | Spacewatch        |
| (355831) | 2008 TJ177             | 2 octobre 2008        | CSS               |
| (355832) | 2008 TX183             | 3 octobre 2008        | LINEAR            |
| (355833) | 2008 TL186             | 7 octobre 2008        | CSS               |
| (355834) | 2008 UY6               | 25 octobre 2008       | Tucker, R. A.     |
| (355835) | 2008 UW9               | 17 octobre 2008       | Spacewatch        |
| (355836) | 2008 UN15              | 21 septembre 2008     | Spacewatch        |
| (355837) | 2008 UF33              | 20 octobre 2008       | Spacewatch        |
| (355838) | 2008 UQ42              | 20 octobre 2008       | Spacewatch        |
| (355839) | 2008 UX47              | 20 octobre 2008       | Spacewatch        |
| (355840) | 2008 UW51              | 20 octobre 2008       | Spacewatch        |
| (355841) | 2008 UW52              | 24 septembre 2008     | Mt. Lemmon Survey |
| (355842) | 2008 UU55              | 21 octobre 2008       | Spacewatch        |
| (355843) | 2008 UD90              | 25 octobre 2008       | Kugel, F.         |
| (355844) | 2008 UJ91              | 27 octobre 2008       | LINEAR            |
| (355845) | 2008 US98              | 7 septembre 2008      | CSS               |
| (355846) | 2008 UH103             | 23 septembre 2008     | Spacewatch        |
| (355847) | 2008 UH104             | 20 octobre 2008       | Mt. Lemmon Survey |
| (355848) | 2008 UW108             | 21 octobre 2008       | Spacewatch        |
| (355849) | 2008 UM109             | 24 août 2008          | Spacewatch        |
| (355850) | 2008 UR131             | 23 octobre 2008       | Spacewatch        |
| (355851) | 2008 UK151             | 23 octobre 2008       | Spacewatch        |
| (355852) | 2008 UB157             | 23 octobre 2008       | Mt. Lemmon Survey |
| (355853) | 2008 UH159             | 23 octobre 2008       | Mt. Lemmon Survey |
| (355854) | 2008 UM182             | 24 octobre 2008       | Mt. Lemmon Survey |
| (355855) | 2008 UY198             | 27 octobre 2008       | LINEAR            |
| (355856) | 2008 UQ224             | 25 octobre 2008       | Spacewatch        |
| (355857) | 2008 UT230             | 26 octobre 2008       | Spacewatch        |
| (355858) | 2008 UD245             | 26 octobre 2008       | Spacewatch        |
| (355859) | 2008 UN248             | 26 octobre 2008       | Spacewatch        |
| (355860) | 2008 UR254             | 27 octobre 2008       | Spacewatch        |
| (355861) | 2008 UQ258             | 27 octobre 2008       | Spacewatch        |
| (355862) | 2008 UK272             | 28 octobre 2008       | Spacewatch        |
| (355863) | 2008 UD273             | 29 septembre 2008     | Mt. Lemmon Survey |
| (355864) | 2008 UT290             | 28 octobre 2008       | Spacewatch        |
| (355865) | 2008 UA291             | 28 octobre 2008       | Spacewatch        |
| (355866) | 2008 UY308             | 30 octobre 2008       | Spacewatch        |
| (355867) | 2008 UM312             | 30 octobre 2008       | Spacewatch        |
| (355868) | 2008 UO316             | 30 octobre 2008       | Spacewatch        |
| (355869) | 2008 UW329             | 31 octobre 2008       | Spacewatch        |
| (355870) | 2008 US353             | 20 octobre 2008       | Spacewatch        |
| (355871) | 2008 UU354             | 27 octobre 2008       | Mt. Lemmon Survey |
| (355872) | 2008 UW361             | 10 octobre 2008       | Mt. Lemmon Survey |
| (355873) | 2008 VK2               | 2 novembre 2008       | LINEAR            |
| (355874) | 2008 VY23              | 1er novembre 2008     | Spacewatch        |
| (355875) | 2008 VU24              | 1er novembre 2008     | Spacewatch        |
| (355876) | 2008 VK25              | 2 novembre 2008       | Spacewatch        |
| (355877) | 2008 VM28              | 2 novembre 2008       | CSS               |
| (355878) | 2008 VH32              | 2 novembre 2008       | Mt. Lemmon Survey |
| (355879) | 2008 VR39              | 2 novembre 2008       | Spacewatch        |
| (355880) | 2008 VO41              | 23 septembre 2008     | CSS               |
| (355881) | 2008 VD51              | 4 novembre 2008       | Spacewatch        |
| (355882) | 2008 VP66              | 3 novembre 2008       | CSS               |
| (355883) | 2008 VU71              | 8 novembre 2008       | Mt. Lemmon Survey |
| (355884) | 2008 VJ74              | 7 novembre 2008       | Spacewatch        |
| (355885) | 2008 WG4               | 17 novembre 2008      | Spacewatch        |
| (355886) | 2008 WW4               | 17 novembre 2008      | Spacewatch        |
| (355887) | 2008 WL11              | 18 novembre 2008      | CSS               |
| (355888) | 2008 WB42              | 31 octobre 2008       | Spacewatch        |
| (355889) | 2008 WK43              | 17 novembre 2008      | Spacewatch        |
| (355890) | 2008 WD46              | 17 novembre 2008      | Spacewatch        |
| (355891) | 2008 WE46              | 17 novembre 2008      | Spacewatch        |
| (355892) | 2008 WL46              | 17 novembre 2008      | Spacewatch        |
| (355893) | 2008 WB48              | 6 novembre 2008       | Mt. Lemmon Survey |
| (355894) | 2008 WA50              | 27 septembre 2008     | Mt. Lemmon Survey |
| (355895) | 2008 WB50              | 18 novembre 2008      | Spacewatch        |
| (355896) | 2008 WH50              | 18 novembre 2008      | Spacewatch        |
| (355897) | 2008 WW61              | 22 novembre 2008      | OAM               |
| (355898) | 2008 WT66              | 18 novembre 2008      | Spacewatch        |
| (355899) | 2008 WR67              | 18 novembre 2008      | Spacewatch        |
| (355900) | 2008 WQ68              | 18 novembre 2008      | Spacewatch        |

### 355901-356000
| Nom      | Désignation provisoire | Date de la découverte | Découvreur        |
| -------- | ---------------------- | --------------------- | ----------------- |
| (355901) | 2008 WN72              | 19 novembre 2008      | Mt. Lemmon Survey |
| (355902) | 2008 WO73              | 19 novembre 2008      | Mt. Lemmon Survey |
| (355903) | 2008 WS90              | 23 novembre 2008      | OAM               |
| (355904) | 2008 WY102             | 27 novembre 2008      | OAM               |
| (355905) | 2008 WA104             | 30 novembre 2008      | CSS               |
| (355906) | 2008 WB113             | 30 novembre 2008      | Spacewatch        |
| (355907) | 2008 WQ120             | 22 novembre 2008      | Spacewatch        |
| (355908) | 2008 XE12              | 2 décembre 2008       | Mt. Lemmon Survey |
| (355909) | 2008 XV20              | 1er décembre 2008     | Spacewatch        |
| (355910) | 2008 XQ33              | 2 décembre 2008       | Spacewatch        |
| (355911) | 2008 XM35              | 2 décembre 2008       | Spacewatch        |
| (355912) | 2008 XF43              | 3 novembre 2004       | NEAT              |
| (355913) | 2008 XW44              | 3 décembre 2008       | CSS               |
| (355914) | 2008 XR48              | 4 décembre 2008       | Spacewatch        |
| (355915) | 2008 XQ49              | 3 décembre 2008       | Mt. Lemmon Survey |
| (355916) | 2008 YL1               | 20 décembre 2008      | OAM               |
| (355917) | 2008 YT2               | 21 décembre 2008      | Lowe, A.          |
| (355918) | 2008 YF5               | 20 novembre 2008      | Spacewatch        |
| (355919) | 2008 YD13              | 21 décembre 2008      | Spacewatch        |
| (355920) | 2008 YQ13              | 21 décembre 2008      | Mt. Lemmon Survey |
| (355921) | 2008 YC15              | 30 novembre 2008      | Spacewatch        |
| (355922) | 2008 YU20              | 21 décembre 2008      | Mt. Lemmon Survey |
| (355923) | 2008 YN25              | 24 décembre 2008      | Sarneczky, K.     |
| (355924) | 2008 YS29              | 29 décembre 2008      | Tozzi, F.         |
| (355925) | 2008 YA38              | 27 décembre 2008      | Bickel, W.        |
| (355926) | 2008 YN42              | 29 décembre 2008      | Spacewatch        |
| (355927) | 2008 YN46              | 29 décembre 2008      | Mt. Lemmon Survey |
| (355928) | 2008 YO47              | 24 mars 2006          | Spacewatch        |
| (355929) | 2008 YP48              | 29 décembre 2008      | Mt. Lemmon Survey |
| (355930) | 2008 YX48              | 29 décembre 2008      | Mt. Lemmon Survey |
| (355931) | 2008 YU49              | 29 décembre 2008      | Mt. Lemmon Survey |
| (355932) | 2008 YU51              | 29 décembre 2008      | Mt. Lemmon Survey |
| (355933) | 2008 YC55              | 29 décembre 2008      | Mt. Lemmon Survey |
| (355934) | 2008 YT56              | 11 novembre 2004      | Spacewatch        |
| (355935) | 2008 YV58              | 30 décembre 2008      | Spacewatch        |
| (355936) | 2008 YV70              | 5 mai 2006            | LONEOS            |
| (355937) | 2008 YU71              | 30 décembre 2008      | Spacewatch        |
| (355938) | 2008 YJ74              | 30 décembre 2008      | Spacewatch        |
| (355939) | 2008 YJ78              | 30 décembre 2008      | Mt. Lemmon Survey |
| (355940) | 2008 YG79              | 30 décembre 2008      | Mt. Lemmon Survey |
| (355941) | 2008 YG88              | 29 décembre 2008      | Spacewatch        |
| (355942) | 2008 YM93              | 29 décembre 2008      | Spacewatch        |
| (355943) | 2008 YQ99              | 29 décembre 2008      | Spacewatch        |
| (355944) | 2008 YD103             | 29 décembre 2008      | Spacewatch        |
| (355945) | 2008 YY104             | 29 décembre 2008      | Spacewatch        |
| (355946) | 2008 YU106             | 29 décembre 2008      | Spacewatch        |
| (355947) | 2008 YW107             | 29 décembre 2008      | Spacewatch        |
| (355948) | 2008 YX115             | 29 décembre 2008      | Spacewatch        |
| (355949) | 2008 YQ125             | 30 décembre 2008      | Spacewatch        |
| (355950) | 2008 YZ125             | 30 décembre 2008      | Spacewatch        |
| (355951) | 2008 YD126             | 30 décembre 2008      | Spacewatch        |
| (355952) | 2008 YW126             | 30 décembre 2008      | Spacewatch        |
| (355953) | 2008 YO127             | 30 décembre 2008      | Spacewatch        |
| (355954) | 2008 YW128             | 31 décembre 2008      | Spacewatch        |
| (355955) | 2008 YQ141             | 30 décembre 2008      | Spacewatch        |
| (355956) | 2008 YZ144             | 30 décembre 2008      | Spacewatch        |
| (355957) | 2008 YB149             | 31 décembre 2008      | Spacewatch        |
| (355958) | 2008 YO149             | 21 décembre 2008      | Mt. Lemmon Survey |
| (355959) | 2008 YO152             | 29 décembre 2008      | Mt. Lemmon Survey |
| (355960) | 2008 YR153             | 21 décembre 2008      | Mt. Lemmon Survey |
| (355961) | 2008 YP155             | 22 décembre 2008      | Spacewatch        |
| (355962) | 2008 YT155             | 22 décembre 2008      | Spacewatch        |
| (355963) | 2008 YR157             | 29 décembre 2008      | Spacewatch        |
| (355964) | 2008 YO164             | 29 décembre 2008      | Mt. Lemmon Survey |
| (355965) | 2008 YJ167             | 21 décembre 2008      | LINEAR            |
| (355966) | 2008 YP167             | 21 décembre 2008      | CSS               |
| (355967) | 2008 YH172             | 31 décembre 2008      | Spacewatch        |
| (355968) | 2009 AF1               | 8 novembre 2008       | Mt. Lemmon Survey |
| (355969) | 2009 AA5               | 14 novembre 1999      | LINEAR            |
| (355970) | 2009 AQ8               | 24 octobre 2008       | Mt. Lemmon Survey |
| (355971) | 2009 AN13              | 2 janvier 2009        | Mt. Lemmon Survey |
| (355972) | 2009 AB17              | 2 janvier 2009        | Mt. Lemmon Survey |
| (355973) | 2009 AR19              | 2 janvier 2009        | Mt. Lemmon Survey |
| (355974) | 2009 AD20              | 2 janvier 2009        | Mt. Lemmon Survey |
| (355975) | 2009 AH22              | 3 janvier 2009        | Spacewatch        |
| (355976) | 2009 AM24              | 3 janvier 2009        | Spacewatch        |
| (355977) | 2009 AG27              | 22 décembre 2008      | Spacewatch        |
| (355978) | 2009 AA28              | 2 janvier 2009        | Mt. Lemmon Survey |
| (355979) | 2009 AH28              | 8 janvier 2009        | Spacewatch        |
| (355980) | 2009 AA39              | 15 janvier 2009       | Spacewatch        |
| (355981) | 2009 AF39              | 22 décembre 2008      | Mt. Lemmon Survey |
| (355982) | 2009 AW42              | 2 janvier 2009        | Mt. Lemmon Survey |
| (355983) | 2009 AT43              | 2 janvier 2009        | Mt. Lemmon Survey |
| (355984) | 2009 AM44              | 3 janvier 2009        | Mt. Lemmon Survey |
| (355985) | 2009 AV44              | 8 janvier 2009        | Spacewatch        |
| (355986) | 2009 AL47              | 2 janvier 2009        | Mt. Lemmon Survey |
| (355987) | 2009 AC50              | 3 janvier 2009        | Mt. Lemmon Survey |
| (355988) | 2009 AJ50              | 3 janvier 2009        | Spacewatch        |
| (355989) | 2009 BX4               | 26 octobre 2008       | Mt. Lemmon Survey |
| (355990) | 2009 BG7               | 14 septembre 2007     | Mt. Lemmon Survey |
| (355991) | 2009 BX7               | 21 janvier 2009       | Lowe, A.          |
| (355992) | 2009 BW10              | 25 janvier 2009       | Lowe, A.          |
| (355993) | 2009 BW11              | 20 janvier 2009       | LINEAR            |
| (355994) | 2009 BL14              | 29 janvier 2009       | Lowe, A.          |
| (355995) | 2009 BL17              | 17 janvier 2009       | Mt. Lemmon Survey |
| (355996) | 2009 BE25              | 13 janvier 2005       | Spacewatch        |
| (355997) | 2009 BQ26              | 16 janvier 2009       | Spacewatch        |
| (355998) | 2009 BS50              | 16 janvier 2009       | Mt. Lemmon Survey |
| (355999) | 2009 BA51              | 16 janvier 2009       | Mt. Lemmon Survey |
| (356000) | 2009 BO55              | 30 décembre 2008      | Mt. Lemmon Survey |

## Sources
- (en) Base de données du Centre des planètes mineures